# Rafael Obrador
Obrador  Burguera est un nom espagnol. Le premier nom de famille, en général paternel, est Obrador ; le second, en général maternel, souvent omis, est Burguera.
Pour les articles homonymes, voir Obradors.
Rafael Obrador Burguera, né le 24 février 2004 à Campos en Espagne, est un footballeur espagnol qui évolue au poste d'arrière gauche au SL Benfica.

## Biographie

### Carrière en club
Obrador commence à jouer dès ses 4 ans au CE Campos, puis rejoint le RCD Mallorca en 2014 à l’âge de 10 ans. Il signe son premier contrat professionnel en octobre 2019 et fait ses débuts en équipe première en Liga le 19 juillet 2020, à seulement 16 ans, lors d'un match face à Osasuna,.
En octobre 2020, il intègre La Fabrica, le centre de formation du Real Madrid. Il joue à partir de 2022 avec le Real Madrid Castilla et devient titulaire régulier en Primera Federación.
En août 2024, il est prêté pour une saison au Deportivo La Corogne, club de Segunda División. Il y dispute 33 matchs de championnat, principalement en tant que titulaire, et s'y distingue par son rôle sur le flanc gauche.
Le 11 juillet 2025, Benfica officialise son arrivée en provenance du Real Madrid pour environ 5 millions d'euros, avec un contrat s'étendant jusqu’en 2030. Le Real Madrid conserve cependant une clause de rachat valable pour les trois saison suivantes.

## Palmarès
SL Benfica
- Supercoupe du Portugal
  - Vainqueur en 2025.